# Gustau Adolf de Suècia
Gustau Adolf de Suècia (suec: Arvprins Gustaf Adolf, hertig av Västerbotten)  (palau reial d'Estocolm, 22 d'abril de 1906 - Aeroport de Copenhaguen, 26 de gener de 1947) Gustau Adolf de Suècia, príncep de Suècia i duc de Västerbotten. Príncep de Suècia que malgrat no esdevenir ni rei ni príncep hereu del país escandinau és el pare del present sobirà, el rei Carles XVI Gustau de Suècia.

## Biografia
Nascut el 22 d'abril de l'any 1906 a Estocolm essent fill del príncep hereu i futur rei Gustau VI Adolf de Suècia i de la princesa Margarida del Regne Unit. El príncep Gustau Adolf de Suècia era net del rei Gustau V de Suècia i de la princesa Victòria de Baden per via paterna mentre que per part materna era net del príncep Artur del Regne Unit i de la princesa Lluïsa Margarida de Prússia. Era besnet de la reina Victòria I del Regne Unit.
Gustaf Adolf va passar l'Studentexamen al Palau reial d'Estocolm el 1925 i va assistir a l'Escola Candidats d'oficials de cavalleria (Kavalleriets uffiċjaliaspirantskola, KavOAS) a Eksjö l'any següent i el 1926-1927 a la Reial Acadèmia Militar. Després va rebre l'encàrrec de fänrik a la Guardia Salvavides Svea (I 1) i al Life Regiment Dragoons (K 2) i el 1928 al Life Regiment of Horse (K 1). Gustaf Adolf va continuar la seva formació militar i es va convertir en major del Cos d'Estat Major General, Svea Life Guards i Life Life Regiment of Horse el 1941 El 1943, es va convertir en tinent coronel del General Staff Corps, a Svea Life Guards, a Västerbotten. Regiment i a la cavalleria sueca. Va ser tinent coronel a la seva mort.
El 19 d'octubre de l'any 1932 es casà a Coburg amb la princesa Sibil·la de Saxònia-Coburg Gotha en una cerimònia que esdevingué una clara manifestació del nacionalsocialisme puixant tant a Alemanya com especialment a Coburg. El príncep sempre fou conegut per les simpaties que tingué cap al III Reich i l'amistat que contragué amb els principals líders: Adolf Hitler i Hermann Göring.
La parella s'instal·là a Estocolm i tingué cinc fills:
- La princesa Margarida, nascuda a Estocolm el 1934 i casada l'any 1964 amb el britànic John Kenneth Ambler. Actualment la parella viu separada tot i que legalment romanen casats.
- SAR la princesa Brígida de Suècia, nascuda el 1937 a Estocolm i casada l'any 1959 amb el príncep Joan Jordi de Hohenzollern-Sigmaringen en una doble cerimònia a Estocolm i a Sigmaringen. La parella viu separada des de l'any 1990.
- La princesa Desidèria, nascuda l'any 1938 a Estocolm i casada l'any 1964 amb el baró Niclas Silfverschiöld.
- La princesa Cristina, nascuda l'any 1943 i casada l'any 1974 a Estocolm amb Tord Gösta Magnuson.
- SM el rei Carles XVI Gustau de Suècia, nat el 1946 a Estocolm i casat l'any 1976 amb l'alemanya d'origen brasiler Sílvia Sommerlath.

El príncep Gustau Adolf morí en un accident aeronàutic a la tarda del 26 de gener de l'any 1947 a Kastrup (Dinamarca). El príncep i dos amics tornaven d'un viatge de cacera i d'una visita a la reina Juliana I dels Països Baixos i al príncep Bernat de Lippe-Biesterfeld. El vol de la KLM des d'Amsterdam a Estocolm realitzà una parada de rutina a l'aeroport de Copenhaguen. L'avió s'enlairà i a l'altura de 80 metres explotà inexplicablement provocant la mort de tota la tripulació.
La mort del príncep provocà que el seu fill d'un any esdevingués segon a la línia de successió al tron i a l'edat de quatre anys príncep hereu.